# Alatina pyramis
Alatina pyramis (Menon, 1830) è una cubomedusa della famiglia Alatinidae  diffusa nell'Oceano Atlantico.

## Descrizione
La A. pyramis ha una lunghezza di soli 30mm, dimensioni che condivide con la A. rainensis e la A. tetrapera, ma si distingue dalla prima per le gonadi intere e non a forma di farfalla, e dalla seconda che ha lunghe pedalia. Come la A. madraspatana, è dotata di sei occhi. Di fatto, la A. pyramis è facile da riconoscere poiché è l'unica specie ad avere la bocca con crespature sulle labbra.

## Distribuzione e habitat
Il primo esemplare di A. pyramis studiato e riconosciuto come nuova specie è stato raccolto da Haeckel alle Antille nel 1880. La specie non è stata poi riscontrata per oltre un secolo, fino a quando non è stata riconosciuta nel 2005 e identificata in modo chiaramente distinto dalla A. alata da Lisa Gerswin, anche se vive nelle stesse acque di quest'ultima.